# Anyperodon
Anyperodon is een monotypisch geslacht van straalvinnige vissen uit de familie van zaag- of zeebaarzen (Serranidae). Het geslacht is voor het eerst wetenschappelijk beschreven in 1859 door Guenther.

## Soort
- Anyperodon leucogrammicus (Valenciennes, 1828)